# Lifeng
Lifeng (kinesiska: 梨丰, 梨丰乡) är en socken i Kina. Den ligger i provinsen Heilongjiang, i den nordöstra delen av landet, omkring 380 kilometer nordost om provinshuvudstaden Harbin. Antalet invånare är 12 935. Befolkningen består av 6 342 kvinnor och 6 593 män. Barn under 15 år utgör 17,0 %, vuxna 15-64 år 76 %, och äldre över 65 år 6,0 %.
Genomsnittlig årsnederbörd är 823 millimeter. Den regnigaste månaden är juli, med i genomsnitt 181 mm nederbörd, och den torraste är januari, med 7 mm nederbörd.